# 柏·賴斯
柏·懷斯，MBE（1949年3月17日—），是一名英國北愛爾蘭著名球員及足球教練。懷斯曾為阿仙奴上陣超過500場，贏得雙料冠軍。其後，亦為屈福特上陣超過100場。於國家隊方面，他為北愛爾蘭國家隊上陣49場。退役後，他於1996年被雲加任命，成為阿仙奴的助教，再為阿仙奴贏得兩次雙料冠軍。懷斯於2012年5月10日退休。

## 球員生涯
柏·懷斯於北愛爾蘭的貝爾法斯特出生，並於英國倫敦成長。他於成為足球員前，於高貝利球場所在的大街售賣蔬菜水果。他於1964年加入阿仙奴，成為其學徒，並於1966年成為職業足球員。他由阿仙奴青年軍、預備隊，逐漸打進一線隊。1967年12月5日，他於聯賽盃對陣般尼的比賽中首次上陣，最終阿仙奴贏2-1。
首3季的懷斯乃阿仙奴的邊緣球員，只為阿仙奴上陣16場比賽，更錯過了1969-70賽季贏得國際城市博覽會盃的機會。在這段時間，懷斯獲得首次國家隊上陣的機會，對手為以色列。因為彼得·史多利（Peter Storey）為阿仙奴的正選右閘，懷斯於1970-71賽季被放至中場的位置，上陣了差不多賽事，並於該賽季贏得聯賽及足總盃的雙料冠軍。
懷斯於差不多整個1970年代都是阿仙奴的正選右閘，並於1971-72賽季、1975-76賽季和1976-77賽季都保持全勤。他是1970-71雙料冠軍賽季陣中留於阿仙奴中最長時間的球員，在1977年並任命為球隊的隊長。作為隊長，他為阿仙奴打敗曼聯，贏得1979年的足總盃冠軍，但輸掉1978年及1980年的足總盃冠軍。他亦是阿仙奴歷史上3名曾上陣足總盃決賽5次的其中一名球員，其餘兩位為大衛施文及雷·柏奴亞。1980年，他帶領阿仙奴進入歐洲盃賽冠軍盃決賽，可惜十二碼大戰輸給西甲的華倫西亞。
懷斯於11年的國家隊生涯中，贏得49頂上陣喼帽，最後一場的國家隊賽事對手為英格蘭，可是以5-1落敗。1980年，31歲的懷斯離開阿仙奴，為阿仙奴於各項賽事上陣528場，轉會至領隊為格拉咸·泰萊的屈福特。他為球隊於各項賽事上陣137場，帶領球隊於1981-82賽季升上頂級聯賽，他亦成為球隊隊長。在當時的頂級聯賽的賽事中，懷斯於對陣愛華頓時攻入一球。1984年，懷斯退役。

## 教練生涯
1984年，懷斯再次加入阿仙奴，成為青年軍教練。執教阿仙奴青年軍的12年間，贏得1987-88賽季及1993-94賽季的青年足總盃。1996年9月，懷斯成為阿仙奴的暫代領隊。他贏得全部3場的聯賽，但歐霸盃主場輸給慕遜加柏。
1996年雲加出任阿仙奴領隊後，懷斯成為助教，於阿仙奴1997-98賽季、2001-02賽季贏得雙料冠軍以及2003-04賽季不敗奪英超冠軍發揮很大的作用。
2012年5月5日，在阿仙奴服務44年後，懷斯宣佈退休。於對陣諾域治賽後，感謝他多年來的貢獻。雲加說:「懷斯是阿仙奴真正的傳奇，他幾乎貢獻全個人生給阿仙奴，這顯示到他的忠誠和對球隊的付出......我會經常感激他為阿仙奴以及足球專業的洞悉力。懷斯在訓練場和比賽日時，為一個熱情、忠誠以及具洞察力的同事，我們將會掛念他。」。球隊助教一職由保特接手。
2013年，懷斯獲勳為大英帝國勳章員佐勳章(MBE)，以表揚他對足球界的貢獻。

## 身體狀況
2013年11月，懷斯證實患上癌症。